# 莲塘村 (太平镇)
莲塘村是中华人民共和国广东省广州市从化区太平镇所辖的一个行政村。村委会设在莲塘，位于神岗圩西面约6千米。1958年人民公社化时成立莲塘大队，因驻在莲塘而得名。1983年12月改称乡，1987年1月改称村。辖4条自然村（莲塘、松园𡰪、凤翔里、新庄）。1998年时，全村共有404户，人口1956人。